# Guadalupe Victoria, Pantelhó
Guadalupe Victoria är en ort i Mexiko.   Den ligger i kommunen Pantelhó och delstaten Chiapas, i den sydöstra delen av landet, 800 km öster om huvudstaden Mexico City. Guadalupe Victoria ligger 408 meter över havet och antalet invånare är 283.
Terrängen runt Guadalupe Victoria är kuperad åt sydväst, men åt nordost är den bergig. Guadalupe Victoria ligger nere i en dal. Runt Guadalupe Victoria är det ganska tätbefolkat, med 96 invånare per kvadratkilometer. Närmaste större samhälle är Yajalón, 18,6 km nordost om Guadalupe Victoria. Omgivningarna runt Guadalupe Victoria är en mosaik av jordbruksmark och naturlig växtlighet.